# Batalla de Machecoul (22 d'abril de 1793)

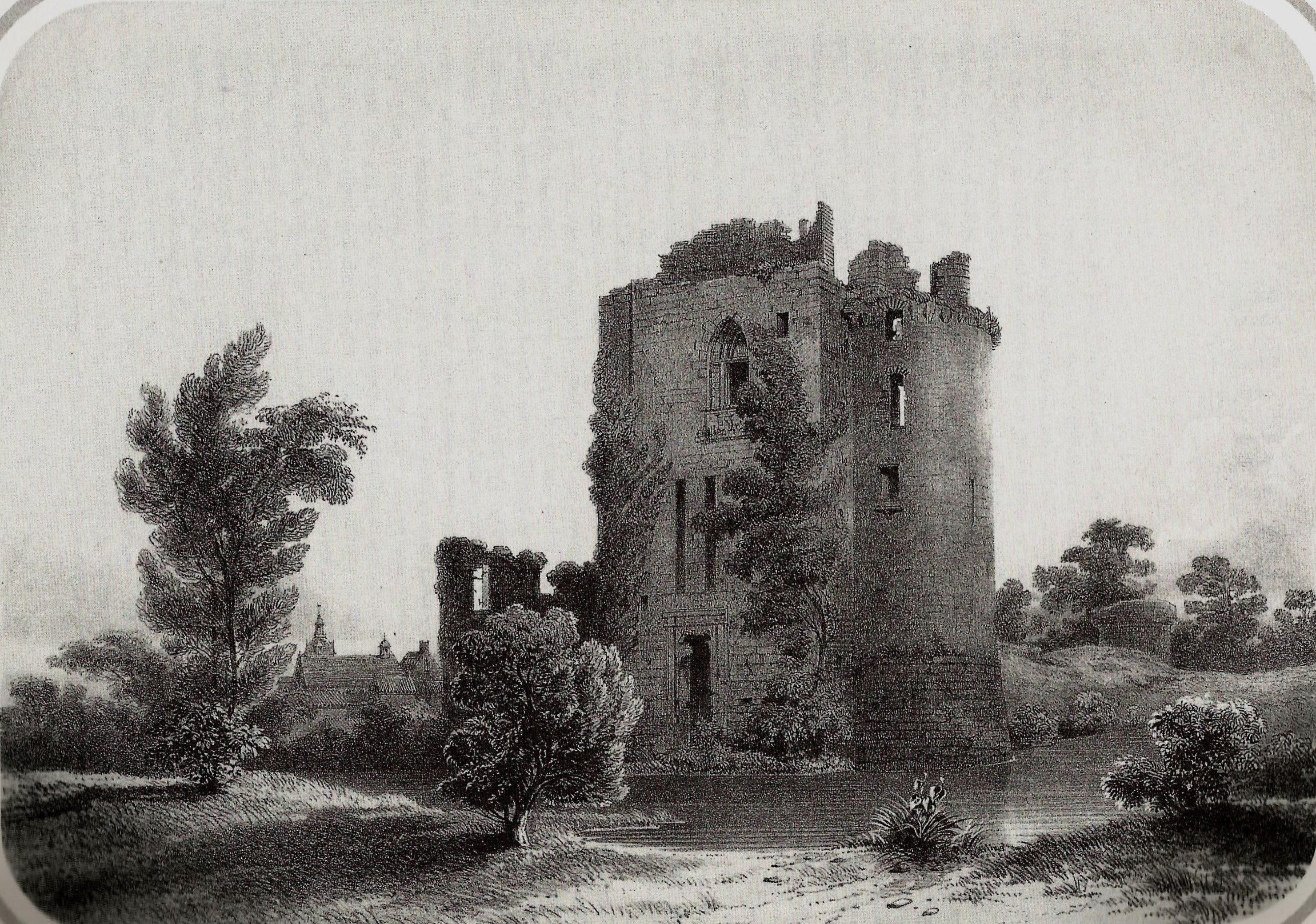
Machecoul per Thomas Drake

Batalla de Machecoul durant la Revolta de La Vendée. Acaba amb la victòria dels republicans que s'apoderen de la ciutat de Machecoul.

## Preludi i forces en presència
Després de prendre Port-Saint-Père el 20 d'abril, el general republicà Jean-Michel Beysser va deixar la ciutat el 22 i es va dirigir a Machecoul al llarg del llac de Grand-Lieu. La seva columna era llavors forta amb 3.000 infants, 200 de cavalleria i 8 canons.
La ciutat de Machecoul està en mans de les forces insurgents de Charette, estimades en 3.000 homes per Beysser. Charette també té una cavalleria de 80 homes i va rebre reforços dels destacaments enviats pel comitè reialista de Palluau. Tot i això, la moral dels combatents és baixa després de dues derrotes sofertes uns dies abans a Challans i Saint-Gervais.

## Procediment
El republicà d'avantguarda es va presentar davant de Machecoul el 22 d'abril, a les 6 del matí, i es va posicionar a prop de el castell de l'Ermitière situat en un promontori amb vista a el poble. Els Vendeanos s'alineen davant de la ciutat i es dediquen a les hostilitats amb un canó, però això no té cap efecte, ja que les seves peces estan fora del rang. La resta de l'exèrcit republicà arriba a quatre columnes i es desplega per ordre de batalla. La cavalleria també va prendre posició i es van posar dues peces d'artilleria a la bateria.
Després de mitja hora de canons i uns vint trets des de tots dos bàndols, Beysser va col·locar la seva cavalleria en ordre de batalla i va fer que les seves quatre columnes d'infanteria marxessin cap a la ciutat, amb baioneta calada. De sobte, els insurgents entren en pànic i s'aboquen en totes les direccions. Charette es va retirar amb un petit nombre d'homes a la Legé.
Els republicans entren a Machecoul a les 10 del matí i en prenen el control sense trobar resistències. Alguns presos patriotes són alliberats. Llavors, Beysser llança part de les seves tropes a la recerca dels insurgents i els causa algunes pèrdues.

## Pèrdues
En el seu informe al departament,{nota, 1} el general Beysser declara que les seves tropes no deploren cap pèrdua. Pel que fa als vendeans, indica que "alguns" van morir durant la persecució i que altres van ser fets presoners.
A les seves memòries,{nota, 2} Pierre-Suzanne Lucas de La Championnière indica que els Vendéans cedeixen tota la seva artilleria als republicans.

## Repressió
Després d'entrar a la ciutat, els republicans van descobrir la tomba on s'amuntegaven els cossos de les víctimes de les massacres, de Machecoul. Segons l'oficial republicà Conrad Wieland, aquell matí 6 van morir nou víctimes.
El general Beysser crea tres comissions militars per jutjar presoners i sospitosos. El primer setge al castell: va comptar amb set persones executades entre el 24 i el 27 d'abril i es va pronunciar al voltant d'una quinzena d'absolucions. El segon es troba a l'hospital: condemna a mort set camperols que porten rastres de ferides de combat, es designen uns pocs acusats per anar a les fronteres i quatre són derivats al jutjat penal. La tercera comissió militar condemna a mort dues o tres persones, inclòs René Souchu.
El 24 d'abril, Beysser va escriure al representant de la missió Fouché{nota, 3} que, el dia abans, dos condemnats havien estat decapitats amb una destral en un bloc i que els fugitius havien estat afusellats a Challans i Bourgneuf-en-Retz.
René Souchu, el principal responsable de les massacres de Machecoul, va ser arrestat. Segons Lucas de La Championnière, es presenta a si mateix per conèixer els republicans quan entren a la ciutat, però aviat és denunciat i descobert en una casa. Segons Benjamin Fillon, un voluntari de Nantes el captura mentre intenta pujar a una paret. Souchu va ser condemnat a mort el 25 d'abril i va ser decapitat amb dos cops de destral per un sapador.

## Conseqüències
A partir del 23 d'abril, Beysser va enviar destacaments als municipis del voltant. Així, el 26 d'abril, 100 homes ocupaven Port-Saint-Père, 100 altres eren a Bourgneuf-en-Retz i 850 a Saint-Philbert-de-Grand-Lieu. El mateix dia, Pornic, ara aïllat, va ser abandonat pels insurgents. Challans també va ser ocupat el dia 23 per un destacament comandat per Gabriel Boisguyon, que va ser rellevat pocs dies després per la columna d'Esprit Baudry d'Asson, de l'exèrcit del general Boulard.
Els republicans es van dirigir a l'illa de Noirmoutier, en mans dels insurrectes des del 19 de març. El 25 d'abril, Beysser va emetre una convocatòria als seus habitants.{nota, 4} El dia 27, 200 homes del Le Superbe, de l'esquadra del contraalmirall Louis Thomas Villaret de Joyeuse, van aterrar a l'illa i van apoderar-se dels forts. Els líders insurrectes Guerry de la Fortinière, Tinguy i el Chevalier de Régnier van aconseguir escapar, però René Augustin Guerry i Rorthais des Chataigners van ser arrestats malgrat la seva manca de resistència i van ser enviats a Nantes. El 29, a Bourgneuf-en-Retz, els habitants de Noirmoutier van dur a terme la seva presentació al general Beysser. Els republicans controlaven llavors tota la costa.